# Муришилиш II
Муришилиш II је био хетитски владар из периода Новог краљевства. Владао је од 1321. до 1295. године (према доњој хронологији).

## Владавина
Муришилишев отац био је Шупилулијума I који 1322. године п. н. е. умире од куге. Наследио га је старији син Арнуванда II који се на престолу задржао свега годину дана након чега је и сам страдао од куге. Шупилулијума је за живота припремао свог старијег сина за власт, тако да је Муришилиш на престо дошао неискусан. Међутим, током кратке владавине свога брата, Муришилиш је предузео ратни поход против државе Арзаве који је завршен успехом. Муришилишеви походи у виљу очувања очеве државе били су веома успешни. Изузетак је био Кархемиш који се успео одметнути. Међутим, Сирија је остала у саставу хетитске државе. Најзапаженији успех Муришилиша била је победа против Арзаве на западу. Хетитски владар је сасвим уништио неке делове Арзаве, депортовао становништво, освојио престоницу и натерао краља у бекство. Арзава је постала вазална држава Хетитског краљевства. Муришилиш је предузео низ успешних војних похода против Гатејаца. Наследио га је син Муватали. 

## Владари Новог хетитског краљевства
| Владар                                | Владавина             | Догађај                                        |
| ------------------------------------- | --------------------- | ---------------------------------------------- |
| Тудхалија I                           | 15. век п. н. е.      | могуће унук Зиданте II                         |
| Арнуванда I                           |                       | зет Тудхалија I                                |
| Хатушилиш II                          |                       | постојање и владавина овог владара су оспорени |
| Тудхалија II                          | 1360? – 1344 п. н. е. | син Арнуванде                                  |
| Тудхалија III "Млађи"                 |                       | Син Тудхалија II                               |
| Шупилулијума I                        | 1344–1322 п. н. е.    | Син Тудхалија II                               |
| Арнуванда II                          | 1322–1321 п. н. е.    | Син Шупилулијуме                               |
| Муришилиш II                          | 1321–1295 п. н. е.    | Син Шупилулијуме                               |
| Муватали II                           | 1295–1272 п. н. е.    | Битка код Кадеша                               |
| Муришилиш III познат и као Урши-Тешуб | 1272–1267 п. н. е.    | Син Муваталија II                              |
| Хатушилиш III                         | 1267–1237 п. н. е.    | мировни уговор са Египтом                      |
| Тудхалија IV                          | 1237–1209 п. н. е.    | битка код Нихрије                              |
| Курунта                               | 1228–1227 п. н. е.    | Син Муваталија II                              |
| Арнуванда III                         | 1209–1207 п. н. е.    | Син Тудхалија IV                               |
| Шупилулијума II                       | 1207–1178 п. н. е.    | Син Тудхалија IV; пад Хатуше                   |